# غانغبي! (فلم)
غانغبي! هو فيلم وثائقي موسيقي بنيني صدر عام 2018 من إخراج أرنو روبرت وإنتاج ألين شميد لصالح شركة إنترميزو فيلمز (بالإنجليزية: Intermezzo Films). يستند الفيلمُ إلى رحلة فرقة غانغبي براس (بالإنجليزية: Gangbé Brass Band)، وهي فرقة موسيقية من بنين مكونة من 10 أعضاء برعت مع موسيقى الجوجو الغربية الإفريقية وموسيقى الفودو التقليدية مع موسيقى الجاز الغربية. يتتبعُ الفيلم رحلة الفرقة إلى لاغوس لتقديم عروض مع فُرق ومغنّين آخرين هناك.